# Morti nell'867
| Questa pagina contiene informazioni ricavate automaticamente dalle voci biografiche con l'ausilio del template Bio e di un bot. L'aggiornamento è periodico e automatico e ricostruisce completamente la pagina. Se manca una persona in questa lista, sei pregato di non aggiungerla, ma accertati piuttosto che la sua voce biografica contenga il template Bio e che i dati anagrafici siano correttamente compilati. Se il template Bio manca, inseriscilo tu stesso o, in alternativa, metti l'avviso {{tmp\|Bio}} che ne segnala la mancanza. Se i dati riportati sono sbagliati, correggi direttamente la voce biografica; le modifiche saranno visibili in questa lista entro pochi giorni. Per chiarimenti vedi il progetto biografie. La lista contiene solo le 8 persone che sono citate nell'enciclopedia e per le quali è stato implementato correttamente il template Bio. Pagina aggiornata al 19 ott 2024. |

- 9 gennaio - Luigi, abate
- 21 marzo - Osbeorht di Northumbria, sovrano
- 21 marzo - Aelle II di Northumbria, re
- 25 settembre - Michele III, imperatore bizantino (n. 840)
- 13 novembre - Papa Niccolò I, papa, vescovo e santo italiano
- Fujiwara no Yoshikado, politico giapponese (n. 813)
- Galindo II d'Aragona, nobiluomo spagnolo
- Línjì Yìxuán, monaco buddista cinese